# Morti nel 253
| Questa pagina contiene informazioni ricavate automaticamente dalle voci biografiche con l'ausilio del template Bio e di un bot. L'aggiornamento è periodico e automatico e ricostruisce completamente la pagina. Se manca una persona in questa lista, sei pregato di non aggiungerla, ma accertati piuttosto che la sua voce biografica contenga il template Bio e che i dati anagrafici siano correttamente compilati. Se il template Bio manca, inseriscilo tu stesso o, in alternativa, metti l'avviso {{tmp\|Bio}} che ne segnala la mancanza. Se i dati riportati sono sbagliati, correggi direttamente la voce biografica; le modifiche saranno visibili in questa lista entro pochi giorni. Per chiarimenti vedi il progetto biografie. La lista contiene solo le 10 persone che sono citate nell'enciclopedia e per le quali è stato implementato correttamente il template Bio. Pagina aggiornata al 26 giu 2025. |

- 10 maggio - Alfio, Filadelfo e Cirino, romano
- 10 dicembre - San Mercurio, centurione romano
- 18 dicembre - Santa Vittoria, santa romana
- Emiliano, imperatore romano
- Epifania da Lentini, nobildonna romana
- Papa Cornelio, papa, vescovo e santo romano
- Regina di Alise, santa romana (n. 238)
- Treboniano Gallo, imperatore romano (n. 206)
- Volusiano, imperatore romano
- Zhuge Ke, ufficiale cinese (n. 203)